# Folklore (игра)
Folklore, известная в Японии под названием FolksSoul -Ushinawareta Denshō- (яп. FolksSoul -失われた伝承- фо:кусусо:ру -усинаварэта дэнсё:-, «FolksSoul: Потерянный фольклор») — компьютерная игра в жанре action/RPG, разработанная японской студией Game Republic и выпущенная компанией Sony Computer Entertainment для PlayStation 3 в 2007 году.
Действие игры, основанной на ирландской мифологии, происходит в деревушке Дулин на западном побережье Ирландии. Главные герои игры, студентка Эллен и журналист Китс, приезжают в Дулин по разным причинам — в каждой главе игры игрок должен выбрать, каким из двух персонажей будет управлять, и их поначалу раздельные истории соединяются в конце. Дулин является центральной локацией игры, откуда герои попадают в различные области «Нижнего мира» — царства фей. В сражениях с волшебным народом Нижнего мира управляемый игроком персонаж может поглощать духи побеждённых противников, что позволяет получить и использовать особые способности, связанные с захваченными духами. Игрок может назначить до четырёх полученных таким образом способностей на кнопки геймпада и использовать их в бою в реальном времени.

## Отзывы и влияние
| Сводный рейтинг      | Сводный рейтинг |
| Агрегатор            | Оценка          |
| -------------------- | --------------- |
| GameRankings         | 76,70 %         |
| Metacritic           | 75/100          |
| Иноязычные издания   |                 |
| Издание              | Оценка          |
| Edge                 | 5/10            |
| EGM                  | 7/10            |
| Eurogamer            | 5/10            |
| Famitsu              | 33/40           |
| Game Informer        | 7,25/10         |
| GamePro              | [ 8 ]           |
| GameRevolution       | C+              |
| GameSpot             | 7/10            |
| GameSpy              | [ 11 ]          |
| GameTrailers         | 7,2/10          |
| GameZone             | 9/10            |
| IGN                  | 9/10            |
| PlayStation Magazine | 8/10            |

Игра получила высокие оценки критики; обозреватели отмечали в первую очередь арт-дизайн, необычную атмосферу и сказочный сеттинг игры; в то же время поводом для критики стали чрезмерно долгие загрузки. В позднейшие годы студия Game Republic планировала разработать игру-продолжение Folklore 2 для PlayStation Portable или PlayStation 3 с поддержкой PlayStation Move, но с учётом невысоких продаж первой игры Sony не поддержала предложенную концепцию.